# Sidi Boutayeb
Sidi Boutayeb (franska: Sidi Boutayeb (CR), Sidi Boutayeb (Commune Rurale), arabiska: القصابي  ملوية) är en kommun i Marocko.   Den ligger i provinsen Boulemane och regionen Fès-Meknès, i den nordöstra delen av landet, 280 km öster om huvudstaden Rabat. Antalet invånare är 9 508.